# زمین‌لرزه زیردریایی
زمین‌لرزه زیردریایی یکی از انواع زمین‌لرزه است که در زیر آب و در بستر یک پهنه آبی، به ویژه یک اقیانوس روی می‌دهد. این نوع زمین‌لرزه عامل اصلی بروز سونامی است و بزرگی و شدت آن با استفاده از مقیاس بزرگای گشتاوری و مقیاس شدت مرکالی اندازه‌گیری می‌شود.
مفاهیم نظریه زمین‌ساخت صفحه‌ای به تشریح عامل ایجاد زمین‌لرزه زیردریایی کمک می‌کند. سطح زمین یا سنگ‌کره از تعدادی صفحه زمین‌ساختی تشکیل شده که ضخامت متوسط آنان حدود ۵۰ مایل است و به‌طور پیوسته و با سرعت بسیار کم بر روی بستر ماگمایی در استنوسفر و گوشته درونی حرکت می‌کنند. زمانی که دو صفحه حرکت همگرا داشته باشند، یکی از آن‌ها به زیر دیگری فرومی‌رود یا در زمانی که فقط تنش برشی وجود دارد، به صورت افقی از روی هم عبور می‌کنند. حرکت‌های کوچک که خزش گسل نامیده می‌شود، جزئی بوده و قابل اندازه‌گیری نیستند. با رسیدن صفحه‌ها به یکدیگر، اگر نقاط ناهموار باعث توقف حرکت در لبه صفحه شوند، حرکت صفحه‌ها ادامه می‌یابد و زمانی که این نقاط قادر به تحمل فشار وارده و نگه‌داری صفحه‌ها نباشند، فشار ناشی از صفحه‌ها به صورت حرکت ناگهانی آزاد شده و این حرکت ناگهانی در زیر بستر دریا یک زمین‌لرزه زیردریایی را پدیدمی‌آورد. این نقطه لغزشی عمودی و افقی رومرکز نام دارد و با دارا بودن بالاترین بزرگای زمین‌لرزه، بیشترین خسارت‌ها را به بار می‌آورد.
همان‌گونه که زمین‌لرزه‌های قاره‌ای با آسیب به سازه‌ها، آتش‌سوزی و … باعث بروز خسارت و تلفات می‌شوند، زمین‌لرزه‌های زیردریایی نیز با تغییر بستر دریا بسته به بزرگی و مدت زمان لرزه باعث ایجاد امواج بلند و سونامی شده که نتیجه آن تخریب شهرهای ساحلی و وارد شدن خسارات مالی و جانی فراوان است.
زمین‌لرزه‌های زیردریایی همچنین می‌توانند باعث آسیب به کابل‌های ارتباطی زیردریایی در آن نقطه شوند. این وضعیت در آسیا بیشتر دیده می‌شود که در آن بسیاری از شبکه‌های ارتباطی زیردریایی از نقاط مستعد زمین‌لرزه زیردریایی مانند حلقه آتش در اقیانوس آرام گذر می‌کند.

## فهرست زمین‌لرزه‌های زیردریایی بزرگ
فهرست زمین‌لرزه‌های زیردریایی بزرگ از سده ۱۷ میلادی
| تاریخ          | رویداد                             | موقعیت | بزرگای برآوردشده (Mw) | یادداشت‌ها |
| -------------- | ---------------------------------- | --- | --------------------- | --- |
| ۱۱ مارس ۲۰۱۱   | زمین‌لرزه و سونامی ۲۰۱۱ توهوکو      | رومرکز زمین‌لرزه در ۱۳۰ کیلومتری ساحل شرقی شبه‌جزیره اوشیکا در توهوکو و کانون زمین‌لرزه در ژرفای ۳۲ کیلومتری.    | ۹٫۰                   | بزرگ‌ترین زمین‌لرزه شناخته‌شده در ژاپن |
| ۲۶ دسامبر ۲۰۰۶ | زمین‌لرزه ۲۰۰۶ تایوان               | رومرکز زمین‌لرزه در ساحل جنوب‌غربی تایوان، در Luzon Strait, که دریای جنوبی چین را به دریای فیلیپین پیوند می‌دهد. | ۷٫۱                   | |
| ۲۶ دسامبر ۲۰۰۴ | زمین‌لرزه ۲۰۰۴ و سونامی اقیانوس هند | رومرکز زمین‌لرزه در ساحل شمال‌غربی سوماترا، اندونزی.                                                            | ۹٫۳                   | سومین زمین‌لرزه بزرگ ثبت‌شده در تاریخ که سونامی بزرگی را پدید آورد که با رسیدن به ساحل کشورهای پیرامون خلیج بنگال و اقیانوس هند موجب وارد شدن خسارت‌های بسیار زیاد و کشته‌شدن حدود ۲۳۰٬۰۰۰ تن شد. |
| ۴ مه ۱۹۹۸      |                                    | بخشی از جزیره Yonaguni بر اثر یک زمین‌لرزه زیردریایی تخریب شد.                                                 |                       | |
| ۲۲ مه ۱۹۶۰     | زمین‌لرزه ۱۹۶۰ والدیویا             | رومرکز زمین‌لرزه در ساحل جنوب مرکزی شیلی.                                                                      | ۹٫۵                   | بزرگ‌ترین زمین‌لرزه‌ای که تاکنون ثبت شده‌است. |
| ۲۰ دسامبر ۱۹۴۶ | زمین‌لرزه ۱۹۴۶ نانکایدو             | رومرکز زمین‌لرزه در ساحل جنوبی Kii Peninsula و شیکوکو، ژاپن.                                                   | ۸٫۱                   | |
| ۷ دسامبر ۱۹۴۴  | زمین‌لرزه ۱۹۴۴ ژاپن                 | رومرکز زمین‌لرزه در ۲۰ کیلومتری ساحل شبه‌جزیره شیما در ژاپن.                                                    | ۸٫۰                   | |
| ۱۸ نوامبر ۱۹۲۹ | زمین‌لرزه ۱۹۲۹ گرند بنکس            | رومرکز زمین‌لرزه در پشته‌های بزرگ نیوفاندلند، در ساحل جنوبی Newfoundland در اقیانوس اطلس.                       | ۷٫۲                   | |
| ۱۵ ژوئن ۱۸۹۶   | 1896 Sanriku earthquake            | رومرکز زمین‌لرزه در Sanriku Coast در شمال‌شرقی هونشو، ژاپن.                                                     | ۸٫۵                   | |
| ۴ آوریل ۱۷۷۱   |                                    | رومرکز زمین‌لرزه در نزدیکی Yaeyama Islands در استان اوکیناوا، ژاپن.                                            | ۷٫۴                   | |
| ۲۶ ژانویه ۱۷۰۰ | 1700 Cascadia earthquake           | رومرکز زمین‌لرزه در کرانه دور جزیره ونکوور تا شمال کالیفرنیا.                                                  | ~۹٫۰                  | یکی از بزرگ‌ترین زمین‌لرزه‌های ثبت‌شده. |